# Dino Bigagnoli
Dino Bigagnoli (Castelnuovo del Garda, 28 agosto 1933) è un ex calciatore italiano, di ruolo centrocampista.

## Carriera
Nel ruolo di centromediano, dopo gli esordi con il Bolzano viene acquistato dal Catanzaro; con i giallorossi disputa otto campionati dal 1956 al 1964, raggiungendo la Serie B al termine della stagione 1958-1959.
Nei successivi cinque anni nella categoria cadetta disputa in totale 135 gare di campionato.

## Palmarès

### Club

#### Competizioni nazionali
- IV Serie: 1

Bolzano: 1955-1956
- Serie C: 1

Catanzaro: 1958-1959